# Arebius epelus
Arebius epelus är en mångfotingart som beskrevs av Chamberlin 1941. Arebius epelus ingår i släktet Arebius och familjen stenkrypare. Inga underarter finns listade i Catalogue of Life.